# Hornera reteporacea
Hornera reteporacea är en mossdjursart som beskrevs av Milne Edwards 1838. Hornera reteporacea ingår i släktet Hornera och familjen Horneridae. Utöver nominatformen finns också underarten H. r. australis.